# محمد جحفلي
محمد يحيى جحفلي (مواليد 24 أكتوبر 1990)، هو لاعب كرة قدم سعودي. يلعب في مركز الدفاع مع نادي الخلود والمنتخب السعودي.

## الحياة الشخصية
هو شقيق اللاعبين ناصر جحفلي وعامر جحفلي.

## مسيرته الكروية

### الفيصلي
بدأ محمد جحفلي مسيرته الكروية مع نادي الفيصلي السعودي، حيث ظهر لأول مرة في دوري المحترفين السعودي. خلال فترة تواجده مع الفيصلي، أثبت جحفلي نفسه كمدافع قوي وموهوب، مما جذب انتباه العديد من الأندية الكبرى في المملكة. لعب جحفلي مع الفيصلي من 2010 إلى 2014، وشارك في 65 مباراة وسجل هدفين، وقدم أداءً مميزًا ساهم في تعزيز دفاع الفريق وتحقيق نتائج إيجابية.

### الهلال
في 29 ديسمبر 2014 وقعت إدارة نادي الهلال مع محمد جحفلي مقابل 8 مليون ريال بعقد مدته 5 سنوات.

#### نهائي كأس الملك 2015
استطاع في نهائي كأس خادم الحرمين الشريفين 2015 بين نادي الهلال السعودي ونادي النصر السعودي أن يحرز هدف التعادل قبل نهاية الشوط الثاني الإضافي بثوانٍ، ممّا ساهم في إطلاق مصطلح الجحفلة الكروي المستخرج منه والذي يعني قتل الامآل في آخر الاوقات وساهم في حصول ناديه على اللقب بعد ركلات الترجيح.

### الخلود
في 12 يوليو 2024 أعلنت إدارة نادي الخلود عن توقيعها مع محمد جحفلي.

## مسيرته الدولية
اُستدعي أوّل مرةٍ إلى المنتخب السعودي في تصفيات كأس العالم 2018.

## الإنجازات

### النادي
الهلال
- كأس خادم الحرمين الشريفين (5): 2015، 2017، 2019–20، 2022–23، 2023–24
- كأس ولي العهد السعودي (1): 2015–16
- كأس السوبر السعودي (5): 2015، 2018، 2022، 2023، 2024
- دوري المحترفين السعودي (6): 2016–17، 2017–18، 2019-20، 2020-21، 2021-22، 2023-24
- دوري أبطال آسيا (2): 2019، 2021

## وصلات خارجية
- محمد جحفلي على موقع قاعدة بيانات كرة القدم.إي يو (الإنجليزية)
- محمد جحفلي على موقع ناشيونال فوتبول تيمز (الإنجليزية)
- محمد جحفلي على موقع Soccerway.com (الإنجليزية)
- محمد جحفلي على موقع عالم كرة القدم.نت (الإنجليزية)
- محمد جحفلي على موقع كووورة
- محمد جحفلي على سكروي
- الدور السعودي الملف الشخصي